# Robin Hood (2018)
Robin Hood (prt: Robin Hood; bra: Robin Hood - A Origem) é um filme de aventura estadunidense de 2018 dirigido por Otto Bathurst, produzido pela Lionsgate. Os papéis principais no filme foram interpretados por Taron Egerton, Jamie Foxx, Ben Mendelsohn, Eve Hewson, Tim Minchin e Jamie Dornan.
A estreia do filme aconteceu nos Estados Unidos em 21 de novembro de 2018.

## Sinopse
Robin Hood retorna das Cruzadas e fica surpreendido quando encontra a Floresta Sherwood cheia de criminosos. Com ele, as coisas não permanecerão dessa maneira e Robin trará justiça à cidade com o auxílio de John e Marian.

## Elenco
- Taron Egerton como Robin Hood
- Jamie Foxx como Little John
- Ben Mendelsohn como Xerife de Nottingham
- Eve Hewson como Marian
- Tim Minchin como Frei Tuck
- Jamie Dornan como Will Tillman/Will Scarlet
- F. Murray Abraham como Cardeal Franklin
- Paul Anderson como Cara de Gisbourne

## Recepção

### Bilheteria
Em 26 de novembro de 2018, Robin Hood arrecadou US$ 14,9 milhões nos Estados Unidos e Canadá, e US$ 9,1 milhões em outros lugares; um total de US$ 24 milhões contra um orçamento de produção de US$ 100 milhões.

### Críticas
Robin Hood encontrou uma resposta negativa dos críticos. No Rotten Tomatoes, 17% de cento e oito resenhas de filmes são positivas (a avaliação média foi de 3,8 em 10). No Metacritic, a pontuação média de 26 revisões foi de 33 pontos em 100.